# 超氧化物

超氧离子的路易斯结构式。电荷用红色表示，氧原子的六个外层电子用黑点表示。两个氧原子共用一对电子，其中一个氧原子有一个未成对电子。

超氧化物（英語：Superoxide）是含有超氧离子（超氧根离子，分子式：O2−）的一类化合物，是氧气分子的单电子还原产物，广泛存在于自然界中。超氧离子是一个自由基也是還原劑，一个氧原子带有一个未成对电子，与氧气分子一样呈顺磁性。

## 化学
超氧化物中，氧的氧化态为-1/2，O2−的O-O键长为1.33Å（氧气中为1.21Å，O22−中为1.49Å）。按O-O键级排序，O2中键级为2，O2−中键级为1.5，O22−中的键级为1。
碱金属超氧化物CsO2、RbO2、KO2可由金属与氧气直接反应制备，NaO2的制备则需过氧化钠与氧气加压反应，单质直接反应得到的超氧化钠约占10%。它们都是橙黄色的稳定固体，与水迅速反应歧化。反应中的O2−先部分与质子反应生成超氧酸（HO2，pKa约为4.88），然后发生如下反应：
2 O2− + 2 H2O → O2 + H2O2 + 2 OH−
其他制备超氧化物的方法包括：
- 氧气低温氧化金属的液氨溶液。超氧化锂就可通过此法制得。
- 通过碱金属氢过氧化物的过氧化氢合物分解制得，如2NaOOH·H2O2及相应的钾化合物分解可分别得到NaO2和KO2。

碱土金属中，钡和钙的超氧化物Ba(O2)2、Ca(O2)2也已制得。Mg、Zn、Cd的超氧化物仅以很小浓度，以固溶体的形式存在于相应的过氧化物中。
固态超氧化物加热时分解，与二氧化碳反应经由过氧碳酸盐中间体，最终得到氧气和碳酸盐。超氧化钾可用作空间飞船和潜艇中的供氧剂。
2NaO2 → Na2O2 + O2

## 生物化学
生物氧化中，一个氧气分子完全还原需要4个电子。如果氧分子仅被加入的单个电子还原，则形成的中间产物为超氧基团，即为超氧阴离子O2-，其性质活泼，易与多种大分子物质结合而使其失去活性。